# Comté de Crawford (Michigan)
Pour les articles homonymes, voir Comté de Crawford.
Le comté de Crawford (Crawford County en anglais) est dans le nord de la péninsule inférieure de l'État du Michigan. Son siège est à Grayling. Selon le recensement de 2000, sa population est de 14 273 habitants.

## Géographie
Le comté a une superficie de 1 459 km2, dont 1 446 km2 en surfaces terrestres.

### Comtés adjacents
- Comté d'Otsego (nord)
- Comté d'Oscoda (est)
- Comté de Roscommon (sud)
- Comté de Kalkaska (ouest